# Heliotropium verdcourtii
Heliotropium verdcourtii är en strävbladig växtart som beskrevs av Lyndley Alan Craven. Heliotropium verdcourtii ingår i Heliotropsläktet som ingår i familjen strävbladiga växter. Inga underarter finns listade i Catalogue of Life.